# Zweifleckige Plumpeule
Die Zweifleckige Plumpeule (Meganephria bimaculosa), auch Zweigefleckte Plumpeule, ist ein Schmetterling (Nachtfalter) aus der Familie der Eulenfalter (Noctuidae). 

## Merkmale

### Falter
Die Flügelspannweite der Falter beträgt 45 bis 60 Millimeter. Die Farbe der Vorderflügeloberseite ist überwiegend weißgrau bis hellgrau und zeigt einige bräunliche Einmischungen. Die Querlinien sind undeutlich. Sehr groß heben sich die Makel hervor. Die Nierenmakel ist weiß aufgehellt und mit rotbraunen Linien eingefasst. Am Saum befinden sich schwarze Pfeilflecke. Arttypisch sind zwei dunkle Flecke in der Mitte und am Analwinkel auf der hellen graubraunen Hinterflügeloberseite, die auch für den Namen der Art verantwortlich sind (bimaculosa = die Zweigefleckte).

### Ei
Das kegelförmige Ei hat eine abgeflachte Spitze und besitzt einige wenige, jedoch sehr kräftige Längsrippen. Es ist rötlich gelb gefärbt und zwischen den weißen Längsrippen kräftig karminrot gefleckt.

### Raupe
Die ausgewachsenen Raupen haben eine braungraue Farbe und wirken wie ein Stück Baumrinde. Auf dem elften Segment befindet sich ein Paar kurzer Spitzen. Rückenlinie und Seitenstreifen heben sich zuweilen etwas heller hervor. Ab dem vierten Segment ist eine nach vorne offene, dunkelbraune Winkelzeichnung zu erkennen.

### Ähnliche Arten
Die Falter von Meganephria kononenkoi und Meganephria weixleri haben zwar eine ähnliche Vorderflügelzeichnung, beiden fehlen jedoch die dunklen Flecke auf den Hinterflügeln.

## Verbreitung und Lebensraum
Das Verbreitungsgebiet der Zweifleckigen Plumpeule erstreckt sich lückenhaft durch südliche Regionen Mitteleuropas bis in die Türkei und den Westen des Iran. In Anatolien kommt die Unterart Meganephria bimaculosa pontica vor. Bevorzugter Lebensraum der Art sind offene, trockene Wälder sowie Gärten und Parklandschaften.

## Lebensweise
Die Falter fliegen in einer Generation pro Jahr. Hauptflugzeit sind die Monate August bis November. Sie sind nachtaktiv und besuchen künstliche Lichtquellen sowie Köder. Als Nahrungspflanzen der im April und Mai lebenden Raupen werden Ulmen- (Ulmus) und Prunus-Arten angegeben. Die Art überwintert als Ei.

## Gefährdung
Die Zweifleckige Plumpeule kommt in Deutschland nur sehr lokal vor, wird auf der Roten Liste gefährdeter Arten als „vom Aussterben bedroht“ (Kategorie 1) geführt und gilt weitestgehend als ausgestorben oder verschollen, so auch in der Oberrheinebene.